# Munster Rugby

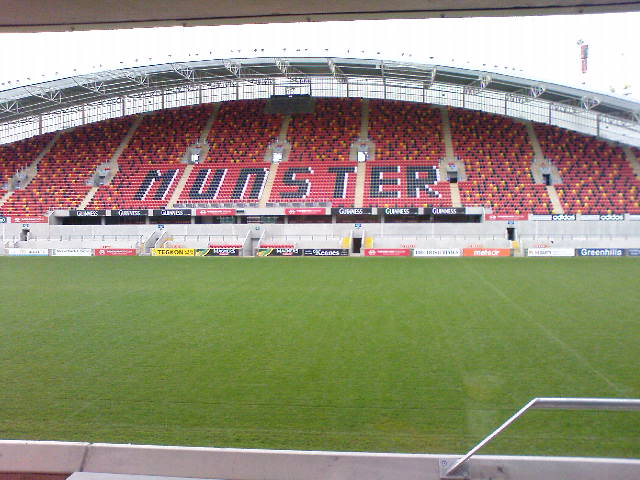
Thomond Park

Munster Rugby (wym. [ˈmʌnstər ˈrʌgbɪ] lub [ˈmunstər ˈrʌgbɪ]) – irlandzki zespół rugby z prowincji Munster założony w 1879 r. Drużyna reprezentuje cały region na arenie krajowej i międzynarodowej. Największe sukcesy to triumfy w Pucharze Heinekena, klub znany jest również z najdłuższej zwycięskiej serii meczów domowych w tych rozgrywkach trwającej od 1997 do 2007.

## Stadion
Klub rozgrywa swoje mecze na Thomond Park od roku 1938 kiedy to po raz pierwszy zmierzył się tam z Leinster Rugby. W latach 30. XX wieku klub kupił działkę a w latach 40. wybudował stadion Musgrave Park w miejscowości Cork, na którym rozgrywane są mecze o mniejszym znaczeniu.

## Mecze z reprezentacjami
W swojej historii klub wielokrotnie przyjmował "turystów" czyli drużyny z południowej półkuli odbywające tournée po Irlandii. Klub w swojej historii wygrał mecze z Australią i Nową Zelandią.

## Największe sukcesy
- Mistrzostwo Irlandii: 22 razy
- United Rugby Championship: czterokrotnie mistrz (w sezonach 2002/2003, 2008/2009, 2010/2011 i 2022/2023[5]), pięciokrotnie wicemistrz (w sezonach 2001/2002, 2004/2005, 2014/2015, 2016/2017 i 2020/2021), siedmiokrotnie półfinalista (w sezonach 2009/2010, 2011/2012, 2013/2014, 2017/2018, 2018/2019, 2019/2020 i 2023/2024)
- Celtic Cup: zwycięstwo (w sezonie 2004/2005)
- European Rugby Champions Cup: dwukrotnie mistrz (w sezonach 2005/2006 i 2007/2008), dwukrotnie finalista (w sezonach 1999/2000 i 2001/2002), dziesięciokrotnie półfinalista (w sezonach 2000/2001, 2002/2003, 2003/2004, 2008/2009, 2009/2010, 2012/2013, 2013/2014, 2016/2017, 2017/2018 i 2018/2019)
- European Rugby Challenge Cup: półfinalista w sezonie 2010/2011